# Katsuma Ryūsui
Katsuma Ryūsui (勝間竜水?; 1711 – 1796) è stato un pittore e incisore giapponese, ricordato per essere stato uno degli iniziatori della stampa policroma in Giappone, precedendo di alcuni anni Suzuki Harunobu che impose questa tecnica nel paese a partire dal 1765.

## Biografia
Le informazioni biografiche su Katsuma sono scarse, ma è noto che collaborò con Hanabusa Ippō e la moglie, o nuora, si chiamava Rokei. Attivo nell'area del Kamigata, viene ricordato per la produzione di libri come "Umi no sachi" del 1763, apprezzati per il realismo con cui furono raffigurati gli animali, tanto figurare come un primo approccio naturalista della rappresentazione della fauna. Questo libro è inoltre ricordato per aver anticipato l'avvento del nishiki-e, portato in auge a partire dal 1765 da Suzuki Harunobu. Addirittura è possibile che Katsuma abbia applicato questa tecnica sin dal 1730 ma è più probabile che l'opera in questione, il "Chici non on", sia una ristampa più tarda.